# Tobacco Road (nummer)
Tobacco Road is een nummer dat is geschreven door John D. Loudermilk. In 1960 zette hij de ‘oerversie’ op de plaat. De beroemdste versie van het nummer is die van The Nashville Teens uit 1964, maar er zijn meer artiesten die het nummer hebben opgenomen.

## Het nummer
Tobacco Road is een streek in North Carolina waar vroeger veel tabak werd verbouwd. Toen Loudermilk de tekst van Tobacco Road schreef, dacht hij aan Marvin's Alley, een straat met een slechte reputatie in Durham, een van de steden in de tabaksstreek. Loudermilk woonde niet in Marvin’s Alley, maar hij bezorgde er als opgeschoten jongen telegrammen. Ooit was de straat een overslagpunt voor tabak uit de streek; in de jaren vijftig van de twintigste eeuw was ze verworden tot een centrum van criminaliteit, prostitutie en speelholen. De ik-persoon uit het lied heeft een haat-liefdeverhouding met Tobacco Road, de straat waar hij woont: 'I despise you 'cos you're filthy, / But I love you 'cos you're home.'
Loudermilks eigen interpretatie van het nummer, verschenen in 1960 op Columbia Records, was folk-achtig. Het nummer verkocht niet goed (al werd het een klein hitje in Australië). Toch pikten andere artiesten het nummer op. Vaak brachten ze kleine wijzigingen in de tekst aan.

## Coverversies
De bekendste versies van Tobacco Road zijn van:
- The Nashville Teens. Deze versie met twee zangers, een boogiewoogie-achtige piano (bespeeld door John Hawken) en een prominente rol voor de basgitaar, werd geproduceerd door Mickie Most. Het nummer haalde de zesde plaats in de Engelse hitparade en de veertiende plaats in de Billboard Hot 100. Het was de grootste hit van de groep. De B-kant was I like it like that.
- Lou Rawls. Zijn versie op de gelijknamige lp uit 1964 is soul-achtig.
- Jefferson Airplane. Hun folkrock-versie van het nummer staat op hun debuut-lp Jefferson Airplane Takes Off uit 1966.
- The Blues Magoos. Een voor die tijd al behoorlijk 'spacey' psychedelische undergroundversie. Het kwam uit als single, getrokken van de debuutelpee Psychedelic Lollypop uit 1966 en werd een van de hoogtepunten van hun stageshows en tv-optredens.
- Eric Burdon and War. Het nummer werd reeds gespeeld door Eric Burdon and The Animals in 1967, maar staat ook op de lp Eric Burdon Declares War van Eric Burdon met de groep War uit 1970. In die versie duurt het 14 minuten. Het is ook als single uitgekomen. Het nummer begint en eindigt met tekst van Loudermilk, maar het middendeel (getiteld I Have A Dream) is eigen vinding, net als de melodie. De groep viel al na twee jaar uit elkaar. In 1976 kwam een lp uit met niet eerder uitgebrachte opnamen, Love Is All Around. Daarop staat een kortere (6 minuten 30 seconden) versie van Tobacco Road.
- Bobbie Gentry. Deze zangeres zette het nummer (een bluesy versie, maar wel met toevoeging van strijkers) op haar tweede langspeelplaat The Delta Sweete uit 1968.[1]
- Shocking Blue. Het nummer staat op hun lp Inkpot uit 1972.
- David Lee Roth. Op zijn album Eat 'Em and Smile uit 1986.

## Hitnotering Engeland (Nashville Teens)
| Hitnotering: 11-07-1964 t/m 09-10-1964 | Hitnotering: 11-07-1964 t/m 09-10-1964 | Hitnotering: 11-07-1964 t/m 09-10-1964 | Hitnotering: 11-07-1964 t/m 09-10-1964 | Hitnotering: 11-07-1964 t/m 09-10-1964 | Hitnotering: 11-07-1964 t/m 09-10-1964 | Hitnotering: 11-07-1964 t/m 09-10-1964 | Hitnotering: 11-07-1964 t/m 09-10-1964 | Hitnotering: 11-07-1964 t/m 09-10-1964 | Hitnotering: 11-07-1964 t/m 09-10-1964 | Hitnotering: 11-07-1964 t/m 09-10-1964 | Hitnotering: 11-07-1964 t/m 09-10-1964 | Hitnotering: 11-07-1964 t/m 09-10-1964 | Hitnotering: 11-07-1964 t/m 09-10-1964 | Hitnotering: 11-07-1964 t/m 09-10-1964 |
| Week:                                  | 1                                      | 2                                      | 3                                      | 4                                      | 5                                      | 6                                      | 7                                      | 8                                      | 9                                      | 10                                     | 11                                     | 12                                     | 13                                     |                                        |
| -------------------------------------- | -------------------------------------- | -------------------------------------- | -------------------------------------- | -------------------------------------- | -------------------------------------- | -------------------------------------- | -------------------------------------- | -------------------------------------- | -------------------------------------- | -------------------------------------- | -------------------------------------- | -------------------------------------- | -------------------------------------- | -------------------------------------- |
| Positie:                               | 48                                     | 26                                     | 12                                     | 10                                     | 6                                      | 6                                      | 6                                      | 6                                      | 14                                     | 20                                     | 27                                     | 41                                     | 48                                     | uit                                    |